# 労働金庫

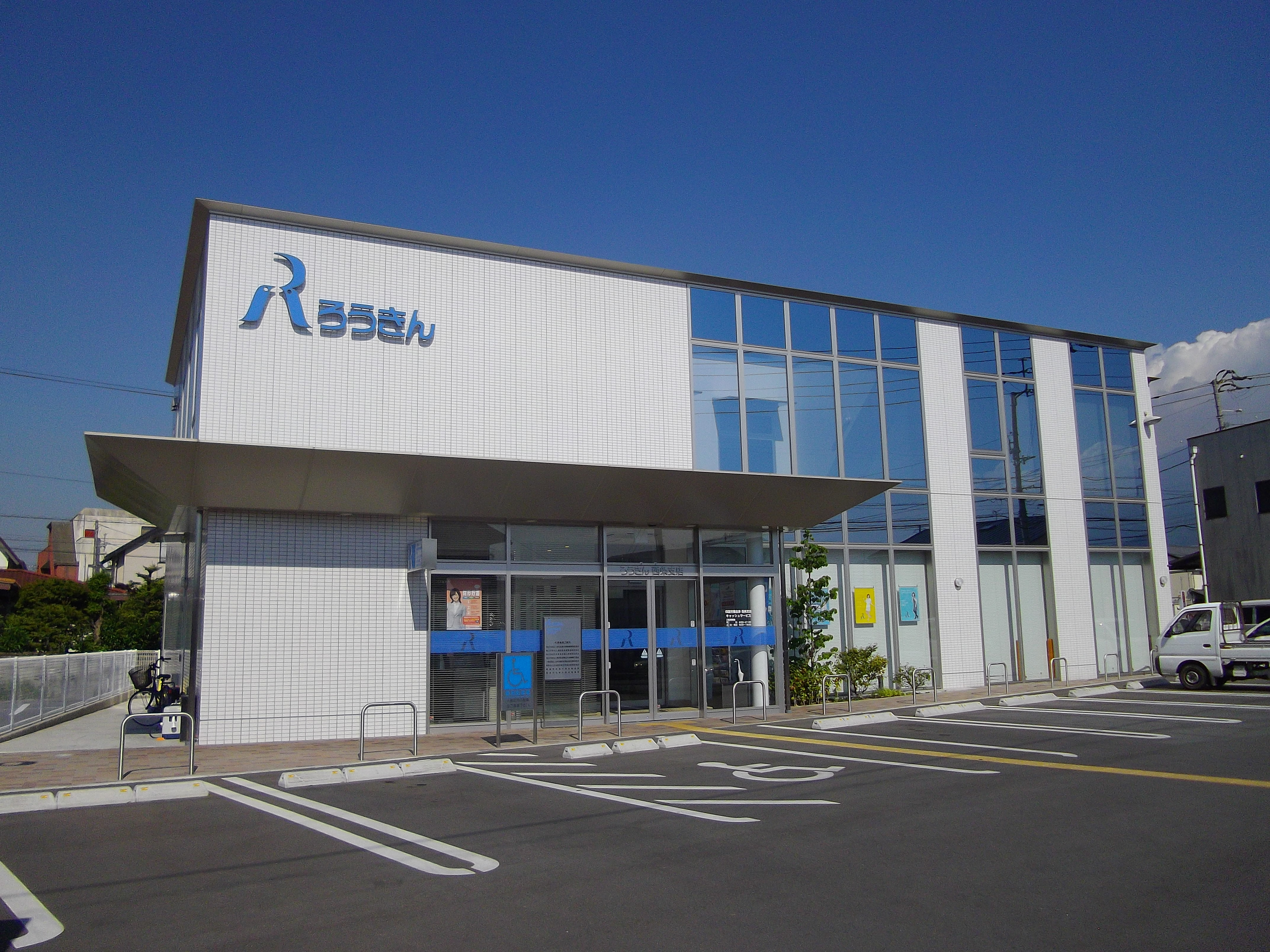
労働金庫の店舗例
（四国労働金庫西条支店, 愛媛県西条市）

労働金庫（ろうどうきんこ、略称：労金（ろうきん）、英語：Labour Bank／Worker's Credit Union）とは、日本において預金の受け入れ、資金の移動や貸し出し（融資、ローン）、手形の発行などを行う金融機関の一つであり、その根拠となる労働金庫法に基づく業務を実施している協同組織金融機関である。手形・小切手法の適用においては、銀行と同視される。
基本的には労働組合（労組）や生活協同組合（生協）などが会員となり、会員が出資を行い、会員へのサービスを目的とする非営利組織（協同組織）である（第5,12条）。この点が株式会社である銀行とは組織形態が異なる。また信用金庫も同様に協同組織形態をとり、会員の対象を営業地域内としているが、会員の構成は異なる。

## 事業
労働金庫の目的は、法第5条により以下が定められている。
- 金庫は、営利を目的としてその事業を行ってはならない。
- 金庫は、その行う事業によってその会員に直接の奉仕をすることを目的とし、特定の会員の利益のみを目的としてその事業を行ってはならない。
- 金庫は、その事業の運営については、政治的に中立でなければならない。

利用対象は、会員である各組合等および一般勤労者で、労働金庫の営業の地域に所在、居住しているか、在勤している場合となる。制度の当初は会員である各組合等またはその構成員であることが取引の条件となっていたが、逐次緩和され、通常は構成員でない勤労者も個人として会員になることができる（第11条）。また、一般に預金積金や為替等の取引は、非会員も利用することができる。
ローンについては与信の都合で所属団体の確認を必要としており、ここが他の金融機関と違う点であるが、会員としての有利な点が多い。
財形貯蓄に関しては一般の金融機関と同様、勤労者財産形成促進法に基づき取扱っており、勤務している会社との事務取扱いが整えば、その企業に勤務する従業員等誰でも口座をもつことができる。

## 組織構造
日本各地の労働金庫は 一般社団法人全国労働金庫協会（労金協／ろうきん協会・英語：National Association of Labour Banks）を構成する（第88条の2）。
労働金庫連合会（労金連・英語：The Rokinren Bank）は、労働金庫の系統中央機関=中央金庫として、業態を代表した資金決済や労働金庫内国為替制度などの運用を行っている。
システム投資の固定費用負担や、都道府県ごとの労働人口や組織基盤の疎密に対応するため、近畿労働金庫を皮切りに、東北・中央・東海・北陸・中国・四国・九州地区で地域単位の広域合併が行われた。北海道・新潟県・長野県・静岡県・沖縄県は広域合併をしていない。

## 日本労働金庫設立構想
労働金庫を全国統一し日本労働金庫を設立する構想は、過去数度にわたって実現手前まで進んだがいずれも頓挫している。
1976年2月、全国労働金庫協会の肝いりで全国47金庫中42金庫の合併仮調印が実現にこぎつけたが、残りの5金庫が合併しなくてもやっていけると強硬に主張。同年9月、同協会は合併断念を表明した。当時労働界では総評が覇権を有しており、同盟系が主導権を握っていた労金が総評の風下に立つことを嫌ったこと、また自民党政権内に合併は時期尚早との見方が広がり断念に至ったと報じられている。
1989年11月、旧総評と旧同盟などの組織統合によって連合が発足すると労金の全国統合の機運が高まった。翌年1月、全国労働金庫協会内に一本化準備室が設けられ、同年9月、同協会は全国理事会を開き、全国47労金の対等合併に関する基本構想と、大蔵省、労働省との公式協議に入ることを提案。早ければ1994年5月にも日本労働金庫を発足させる方針を明らかにした。しかし、1991年にバブル崩壊による経済状況や各労金における経営基盤の脆弱さも目立ってきたため、合併を見送りを決定した。
1996年、金融の自由化が進展し競合が激化する中、全国労働金庫協会が策定した経営方針である「ろうきん・二十一世紀への改革とビジョン」内において、2010年までに全国統合し、その前段階として、北海道・東北、関東、長野・新潟、静岡・東海、北陸、近畿、中国・四国、九州・沖縄の地域ごと8金庫に統合。最終的に全国統合し日本労働金庫を設立する方針を定めた。この方針に則り、1998年10月、近畿地方7庫の合併によって近畿労働金庫が発足。2007年までに全国13金庫までに集約された。また、同年1月には静岡県労金と新潟県労金の勘定系システムが、労金共同システムである「ユニティシステム」（2014年に「アール・ワンシステム」へリプレース）へ統合され、システム面での全国統合は完遂した。これを受け2009年6月、全国労働金庫協会と13の労金は合併準備委員会を設置し、2012年4月に合併すると決定した。だが2010年11月に入り、監督官庁である金融庁が合併後のビジネスモデルが明確化されていない点や、そもそも労働金庫法は全国一つの組織となることを想定しておらず法改正が必要であるとの見解を示し、合併の先送りを指導した。その後、合併に向けた動静は見られない。

## 情報処理システム

### 勘定系システム
2014年1月から、NTTデータの地銀勘定系パッケージ（BeSTA）に労働金庫特有の業務をカスタマイズし、日立製作所のメインフレームを用いた勘定系システムを導入した。全国13の労働金庫および労働金庫連合会の統一システムであり、バッチ系サブシステムおよびオープン系システムと合わせ「アール・ワンシステム」と呼ばれる。アール・ワンは労金連勘定のシステムとも接続されており、各労金のカードをイーネットやローソン銀行の各ATMで利用する場合、各労金への直接接続ではなく、労金連本店経由扱いとされる。

### 営業店システム
営業店システムについても同時にNTTデータのCONTIMIXEアーキテクチャをベースとした製品に更改した。これにより、旧システムが保有していた労金独特の取引形態である「一括入金」（勤務先等から給与控除された積立預金や返済金について、口座単位で入金予定を集金リストで管理し、直接当該預金・返済金口座に入金するシステム）は「まとめ入金」と呼ぶ取引処理形態に姿を変えた。

## 窓口・ATMでの取引
2007年1月4日、全労金のユニティシステム（2014年のアールワン・システム稼働前に運用していた共通システム）からの移行が完了しても、全国の労金窓口ならびにATMにおいて他の労金で発行した通帳でも入出金、通帳記入・通帳繰越の取引が引き続き可能となっている。また、ゆうちょ銀行やセブン銀行のATMでほぼ全時間帯の取引が可能となった。イーネット・ローソンATMでは24時間手数料なしで取引ができる。
ATMは、富士通・日立チャネルソリューションズ・沖電気を採用。設置は各金庫が独自に行っている。

## 日本の労働金庫一覧
- 北海道労働金庫 - 北海道
- 東北労働金庫 - 青森、岩手、宮城、秋田、山形、福島
- 中央労働金庫 - 茨城、栃木、群馬、埼玉、千葉、東京、神奈川、山梨
- 新潟県労働金庫 - 新潟
- 長野県労働金庫 - 長野
- 静岡県労働金庫 - 静岡
- 北陸労働金庫 - 富山、石川、福井
- 東海労働金庫 - 岐阜、愛知、三重
- 近畿労働金庫 - 滋賀、京都、大阪、兵庫、奈良、和歌山
- 中国労働金庫 - 鳥取、島根、岡山、広島、山口
- 四国労働金庫 - 徳島、香川、愛媛、高知
- 九州労働金庫 - 福岡、佐賀、長崎、熊本、大分、宮崎、鹿児島
- 沖縄県労働金庫 - 沖縄

## キャラクター

### マスコットキャラクター
1996年に制定された「ロッキー」（「ろうきん」と「Lucky」を掛け合わせた名前の青い鳥）をマスコットキャラクターとして全国の労働金庫共通で使用している。

### イメージキャラクター
- 田中好子（1983年 - 1986年）
- 本田美奈子（1986年 - 1988年）
- 石田ひかり（1988年 - 1995年）
- 布施博（1995年 - 1999年）
- 勝野雅奈恵（1999年 - 2003年）
- 高垣麗子（2003年 - 2016年）
- 高梨臨（2016年4月1日 - ）[6]
- 藤岡みなみ（北海道労働金庫、2015年3月 - 2017年）[7]
- 橋本環奈（九州労働金庫、2016年7月 - ）[8]
- 木村愛里（北海道労働金庫、2018年 - ）
- 野村真由美（東北労働金庫、2018年 - ）